# Ethiopica melanopa
Ethiopica melanopa là một loài bướm đêm trong họ Noctuidae.